# Coccophagus adustus
Coccophagus adustus is een vliesvleugelig insect uit de familie Aphelinidae. De wetenschappelijke naam is voor het eerst geldig gepubliceerd in 1976 door Annecke & Prinsloo.